# Галла
Флавія Галла (лат. Flavia Galla,  371/372 —  394) — друга дружина римського імператора Феодосія I.

## Життєпис
Була донькою Валентиніана I, імператора, та його другої дружини Юстини. Мешкала разом з матір'ю, сестрами та братом у Медіолані (Мілан). У 387 році вони перебралися до Фессалоніки, де її побачив імператор Феодосій. В цьому ж році вона стала дружиною імператора й отримала титул Августи. Втім із самого початку у Галли не склалися стосунки із її пасербком — Аркадієм. У 390 році, коли Федосій I був відсутній у Константинополі, Аркадій навіть вигнав мачуху з імператорського палацу. Втім вплив Галли на чоловіка був значний. Саме вона примусила Феодосія помститися за її брата Валентиніана у 392 році. Галла померла при пологах у 394 році.

## Родина
Чоловік — Феодосій I, імператор у 379—395 роках.
Діти:
- Граціан (388)
- Галла Плацидія (392—450)
- Іоанн (394)